# Graphania debilis
Graphania debilis là một loài bướm đêm trong họ Noctuidae.